# چانی (شخصیت)
چانی یا چِـینی (انگلیسی: Chani؛ ‎/ˈtʃeɪni/‎) یک شخصیت داستانی است که در رمان‌های تلماسه (۱۹۶۵) و مسیحای تلماسه (۱۹۶۹) اثر فرانک هربرت ظاهر می‌شود. چانی که عمدتاً به عنوان همسر فرمن و هم‌بالین قانونی شخصیت پل آتریدس شناخته می‌شود، دختر سیاره‌شناس امپراتوری لیت-کینز و همسرش فرمنش، فارولا است که بعداً مادر دوقلوهای گانیما و لتوی دوم می‌شود. این شخصیت به عنوان یک گولا احیا می‌شود و در رمان‌های شکارچیان تلماسه (۲۰۰۶) و کرم‌های شنی تلماسه (۲۰۰۷) از برایان هربرت و کوین جی اندرسون ظاهر می‌شود، که مجموعهٔ اصلی را کامل می‌کنند.
چانی در فیلم تلماسه از دیوید لینچ (۱۹۸۴) توسط شان یانگ و در مینی‌سریال جان هریسون تلماسه فرانک هربرت (۲۰۰۰) و دنباله فرزندان تلماسهٔ فرانک هربرت (۲۰۰۳) توسط باربورا کودتووا به تصویر کشیده شده‌است. زندایا این شخصیت را در فیلم ۲۰۲۱ و دنبالهٔ آن در ۲۰۲۳ به کارگردانی دنی ویلنوو به تصویر می‌کشد.

## نمای کلی شخصیت

### تلماسه
در تلماسه، در حالی که پل آتریدس هنوز در خانهٔ اجدادی خود در سیاره کالادان زندگی می‌کند، آگاهی وی از طریق رویاهایش ظاهر می‌شود. او چانی را، با اینکه آن‌ها هنوز ملاقات نکرده‌اند، در این رؤیاها می‌بیند. پل و آتریدها به سیاره بیابانی آراکیس می‌آیند، اما دوک لتو، پدر پل، به زودی توسط هارکونن‌ها کشته می‌شود و پل و مادرش لیدی جسیکا مجبور به فرار به صحرا می‌شوند. آنها با اکراه توسط قبیله‌ای از فرمن‌های بومی این سیاره جذب می‌شوند و چانی، یک زن فرمنی است که مسئول محافظت و راهنمایی پل را برعهده دارد. این زوج به تدریج عاشق یکدیگر می‌شوند و پل به عنوان یک رهبر مذهبی در میان فرمن‌ها برمی‌خیزد و مُعَدّیب نامیده می‌شود.
چانی که پیش از ملاقات با پل، یک جنگجوی با استعداد بود، پس از آموزش توسط پل و جسیکا در هنرهای رزمی بنی جزیرت که توسط فرمن‌ها «راه عجیب» نامیده می‌شود، مرگبار می‌شود. چانی بعداً موفق می‌شود پل را از نشئه‌گی عمیق اسپایس که برای تقویت قدرت خود از آن استفاده کرده بود، بیرون بیاورد. نخستین فرزند پل و چانی، لتوی دوم به عنوان یک نوزاد در یورش کورینو به خانه آن‌ها در بیابان عمیق کشته می‌شود.
پل برای تثبیت کنترل خود بر امپراتوری پس از خلع امپراتور صدام چهارم، دختر صدام، پرنسس ایرولان را به همسری می‌گیرد. چانی دلایل سیاسی را درک می‌کند، اما پل به او اطمینان می‌دهد:

«اکنون به تو قسم می‌خورم که به هیچ نوع عنوانی نیاز نخواهی داشت. آن زن در آنجا همسر من خواهد شد، اما تو تنها یک هم‌بالین خواهی بود، زیرا این یک امر سیاسی است و ما باید از این لحظه برای صلح استفاده کرده و خاندان‌های بزرگ لندسراد را استخدام کنیم. ما باید به آئین‌ها احترام بگذاریم. با این حال، آن شاهدخت هیچ چیزی فراتر از نامِ من را نخواهد داشت؛ نه فرزند من، نه لمس من، نه نرمی نگاهم، و نه لحظه‌ای از تمایلم.»

جسیکا می‌افزاید:

«چانی، به این امر فکر کن: آن شاهدخت نام او را خواهد داشت، با این حال او کمتر از یک هم‌بالین زندگی خواهد کرد—هرگز از مردی که به او مقید شده‌است، لحظه‌ای از عطوفت را نخواهد دید. در حالی که ما، چانی، مایی که نام هم‌بالین را یدک می‌کشیم—تاریخ ما را همسر خواهد خواند.»

### مسیحای تلماسه
دوازده سال بعد در مسیحای تلماسه، پل کاملاً به چانی وفادار می‌ماند. بنی جزیرت با در نظرگرفتن برنامه پرورش خود، ناامید از به دست آوردن کنترل نسل خونی پل، و از تأثیری که ممکن است ژن‌های «وحشی» چانی بر فرزندان او داشته باشد، می‌ترسند. پل که می‌خواهد خود را از شر دسیسه‌های ایشان خلاص کند، با مادر بزرگوار بنی جزیرت، گایوس هلن موهیام، مذاکره می‌کند: «شاید شما نسل مرا داشته باشید، اما شخص مرا هرگز نخواهید داشت… ایرولان تبعید و تلقیح کرد… شما ممکن است نطفهٔ مرا برای برنامه‌های خود داشته باشید، اما هیچ فرزندی از ایرولان بر تخت من نخواهد نشست». درون‌کاشت مصنوعی در پی جهاد باتلری ممنوع شده‌است، و ایدهٔ آن به اندازهٔ از دست‌دادن «ژن‌های گرانبهای اتریدیز» برای خواهرخوانده وحشتناک به نظر می‌رسد.
ایرولان که خودش تحت آموزش بنی جزیرت است، مخفیانه به چانی داروهای ضدبارداری تغذیه می‌کند تا از حاملگی وارث امپراتوری جلوگیری کند. با این حال، چانی در نهایت به رژیم غذایی باستانی فرمن برای افزایش باروری تغییر می‌دهد. ایرولان قادر به دخالت نیست و چانی به زودی باردار می‌شود. چانی به طرز غم‌انگیزی با به دنیا آوردن دوقلوهای گانیما و لتوی دوم می‌میرد. اسکیتال، که نقشهٔ پیچیده‌اش محقق می‌شود، پیشنهاد می‌کند در ازای کنترل تیلاکسو بر امپراتوری، چانی را به عنوان یک گولا «احیا کند»، اما پل او را به قتل می‌رساند. پل از طریق هوشیاری خود می‌تواند ببیند که مرگ چانی در حین زایمان بسیار کمتر از سرنوشت احتمالی آینده او است که جان سالم به در برده‌است.

### ایزدشاه تلماسه
طبق رمان ایزدشاه تلماسه، نسخه‌ای از حافظهٔ چانی نیز در لتوی دوم وجود دارد. لتو در زمان رمان می‌تواند به خاطرات اجدادی‌اش دسترسی پیدا کند که از طریق دهان او صحبت می‌کنند. در یک نقطه، او به چانی اجازه می‌دهد تا از طریق او صحبت کند.

## در اقتباس‌ها
چانی در فیلم تلماسه از دیوید لینچ (۱۹۸۴) توسط شان یانگ، و در مینی‌سریال جان هریسون تلماسه فرانک هربرت (۲۰۰۰) و دنباله فرزندان تلماسهٔ فرانک هربرت (۲۰۰۳) توسط باربورا کودتووا به تصویر کشیده شده‌است. زندایا این شخصیت را در فیلم ۲۰۲۱ و دنبالهٔ آن در ۲۰۲۳ به کارگردانی دنی ویلنوو به تصویر می‌کشد. این شخصیت یک نقش فرعی است که تنها به چهار روز فیلمبرداری نیاز داشت. شخصیت زندایا از چانی، همراه با پل از تیموتی شالامی در اکتبر ۲۰۲۱ به فورتنایت بتل رویال اضافه شدند.
امت اشر-پرین از Tor.com نوشت که «کودتووا هم از نظر حساسیت و هم از نظر خشن‌بودن همانند چانیِ الهی است».

## یادداشت

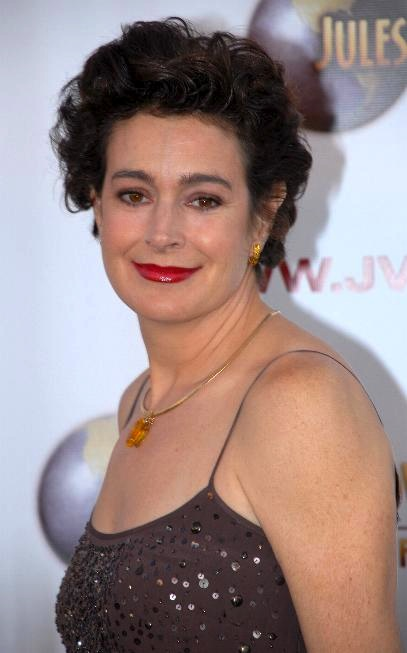
شان یانگ نقش چانی را در تلماسه (۱۹۸۴) به تصویر می‌کشد.

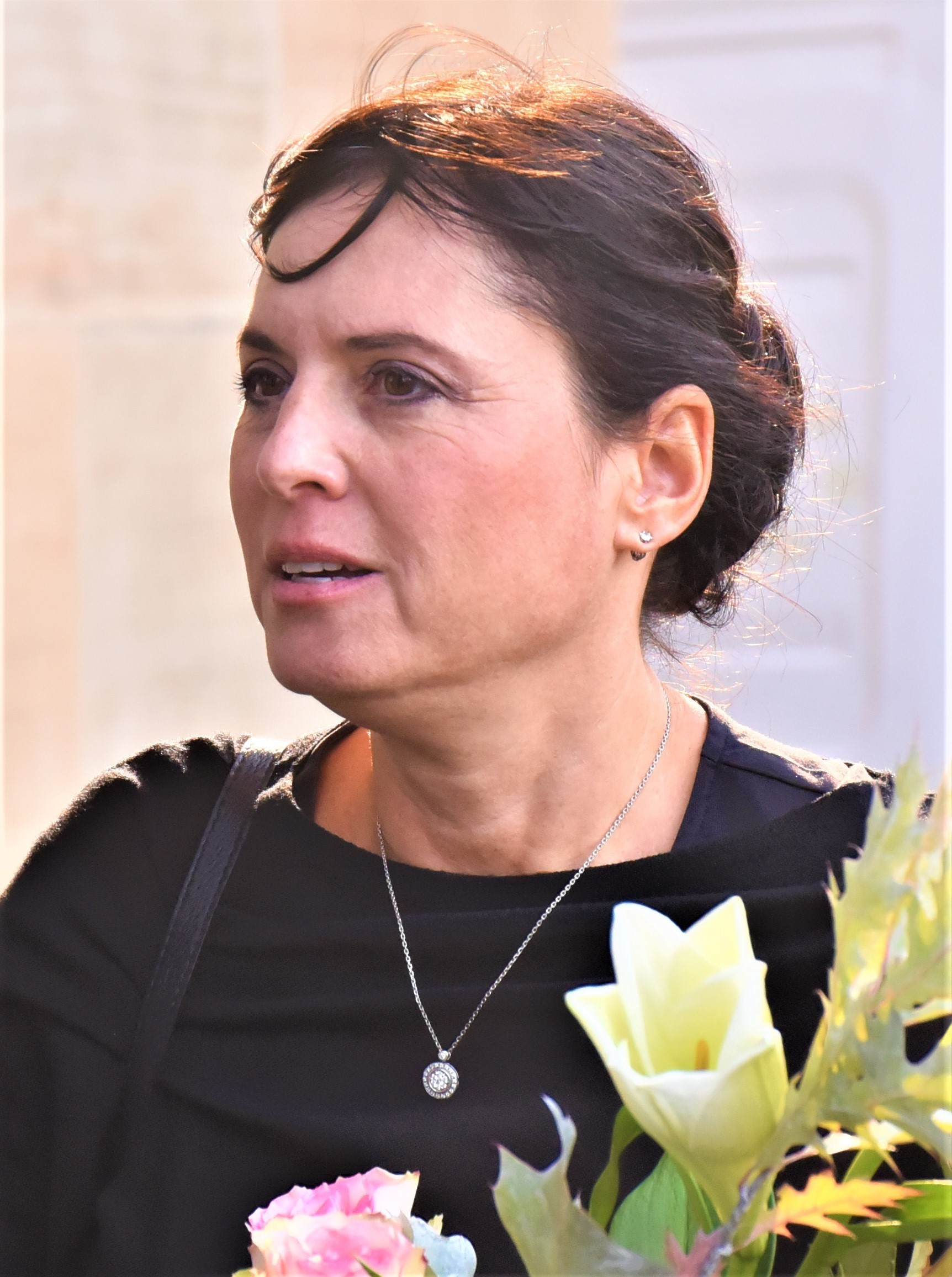
باربورا کودتووا نقش چانی را در تلماسهٔ فرانک هربرت (۲۰۰۰) به تصویر می‌کشد.

1. ↑  فرانک هربرت مشخص کرد که تلفظ دقیق این نام صورت «CHAY-nee» بوده است.[۱] با این حال، چندین اثر سمعی و بصری در فرانچایز تلماسه، از جمله اقتباس‌های سینمایی تلماسه و تلماسه: بخش دو از کتاب اول، از تلفظ «CHAH-nee» استفاده کرده‌اند.[۲][۳]